# Горочичі (агромістечко)
Горо́чичі (біл. Гарочычы; рос. Горочичи) — агромістечко у Калинковицькому районі Гомельської области. Адміністративний центр Горочицької сільради. Розташоване за 20 км у напрямку на північний схід від Калинковичів, 120 км від Гомелю, на ріці Обєдовка (біл. Абедаўка. На території Горочичів розташовані Василевицький льонозавод, Азарівський лісгосп, механічні майстерні, комбінат побутового обслуговування, середня школа, 2 клуби, бібліотека, дитячий садок, лікарня, відділення зв'язку, ветеринарна дільниця, 2 їдальні, 6 крамниць.

## Історія
За 2 км від села є кургани, які свідчать про заселення цих місць з давніх часів. За письмовими джерелами відоме з XIX століття як село Домановицької волости Речицького повіту Мінської губернії. 1850 року входило до складу маєтку Домановичі, власність поміщика Михайлова. У 1867 році під час розмежування земель жителі протестували проти несправедливих дій місцевої влади. За переписом 1897 року, тут були каплиця, хлібозаготівля, корчма. 1912 року відкрито школу, яка розташовувалася в хаті селянина-наймита.
У 1929 році організовано колгосп «Радянська Білорусь»; вітряк, паровий млин, кузня, смоляний млин і лісопильня. У 30-х роках початкову школу було перетворено на 7-річну (1935 р. 297 учнів). У роки Другої світової війни партизани розгромили ворожий гарнізон, що стояв у селі. У боях біля села загинуло 94 радянських воїни й партизани (поховані в братських могилах на цвинтарі та на північно-західній околиці). Визволено 12 січня 1944 року, 99 жителів загинуло на фронті. З 21 жовтня 1968 року центр Горочицької сільської ради. У 1970 році центр радгоспу «Калинковицький».
У село переселено заражених радіацією після аварії на Чорнобильській АЕС мешканців, переважно із села Надтачаївка Наравлянського району. Для них збудовано цегляні будинки для 60 сімей.

## Населення
- 1996 рік — 840 жителів, 386 дворів.[1]